# Марсіліу Флоренсіу Мота Філью
Марсіліу Флоренсіу Мота Філью (порт. Marcilio Florencio Mota Filho), більш відомий як Ніно (порт. Nino, нар. 10 квітня 1997, Ресіфі) — бразильський футболіст, захисник російського клубу «Зеніт».
Виступав за олімпійську збірну Бразилії. У складі збірної — олімпійський чемпіон.

## Клубна кар'єра
Народився 10 квітня 1997 року в місті Ресіфі. Вихованець футбольної школи клубів «Спорт Ресіфі» та «Крісіума». 18 лютого 2016 року в поєдинку Ліги Катаріненсе проти «Камборіу» він дебютував за основний склад останніх. 20 травня 2017 року в матчі проти «Оесте» він дебютував у бразильській Серії B. 17 червня 2018 року в поєдинку проти «Оесте» він забив свій перший гол за «Крисиуму». Всього за 4 роки Ніно зіграв за рідний клуб 80 ігор в усіх турнірах і забив 1 гол.
В лютому 2019 року на правах оренди перейшов у «Флуміненсе». 29 квітня в матчі проти «Гояса» він дебютував в бразильській Серії А. 18 травня в поєдинку проти «Крузейро» Ніно забив свій перший гол за «Флуміненсе». Після закінчення оренди клуб викупив контракт захисника за 1,1 млн.євро.

## Виступи за збірну
2021 року потрапив до заявки збірної Бразилії U-23 на Олімпійські ігри, на яких «селесао» стали чемпіонами, а сам Ніно зіграв у всіх 6 іграх.

## Статистика виступів

### Статистика клубних виступів
| Сезон                | Команда              | Чемпіонат            | Чемпіонат | Чемпіонат | Національний кубок | Національний кубок | Національний кубок | Континентальні кубки | Континентальні кубки | Континентальні кубки | Інші змагання | Інші змагання | Інші змагання | Усього | Усього | Усього |
| Сезон                | Команда              | Ліга                 | Ігор      | Голів     | Ліга               | Ігор               | Голів              | Ліга                 | Ігор                 | Голів                | Ліга          | Ігор          | Голів         | Ігор   | Голів  |        |
| -------------------- | -------------------- | -------------------- | --------- | --------- | ------------------ | ------------------ | ------------------ | -------------------- | -------------------- | -------------------- | ------------- | ------------- | ------------- | ------ | ------ | ------ |
| 2016                 | «Крісіума»           | ЛК+B                 | 2+0       | 0         | КБ                 | 0                  | 0                  |                      | -                    | -                    | ПЛ            | 1             | 0             | 3      | 0      |        |
| 2017                 | «Крісіума»           | ЛК+B                 | 3+24      | 0         | КБ                 | 0                  | 0                  |                      | -                    | -                    | ПЛ            | 2             | 0             | 29     | 0      |        |
| 2018                 | «Крісіума»           | ЛК+B                 | 15+29     | 0+1       | КБ                 | 2                  | 0                  |                      | -                    | -                    |               | -             | -             | 46     | 1      |        |
| 2019                 | «Крісіума»           | ЛК+B                 | 5+0       | 0         | КБ                 | 0                  | 0                  |                      | -                    | -                    |               | -             | -             | 5      | 0      |        |
| Усього за «Крісіуму» | Усього за «Крісіуму» | Усього за «Крісіуму» | 78        | 1         |                    | 2                  | 0                  |                      | 0                    | 0                    |               | -             | -             | 80     | 1      |        |
| 2019                 | «Флуміненсе»         | ЛК+A                 | 2+4       | 0         | КБ                 | 4                  | 0                  |                      | -                    | -                    |               | -             | -             | 10     | 0      |        |
| Усього за кар'єру    | Усього за кар'єру    | Усього за кар'єру    | 84        | 1         |                    | 6                  | 0                  |                      | 0                    | 0                    |               | -             | -             | 90     | 1      |        |

## Титули і досягнення
- Переможець Ліги Каріока (2):

«Флуміненсе»: 2022, 2023
- Переможець Кубка Лібертадорес (1):

«Флуміненсе»: 2023
Збірні
- Олімпійський чемпіон (1): 2020